# ۴۹۹ (پیش از میلاد)
۴۹۹ (پیش از میلاد) ۴۹۹مین سال قبل از تقویم میلادی است.